# マリーナ・ディ・ジョイオーザ・イオーニカ
マリーナ・ディ・ジョイオーザ・イオーニカ（イタリア語: Marina di Gioiosa Ionica）は、イタリア共和国カラブリア州レッジョ・カラブリア県にある、人口約6,500人の基礎自治体（コムーネ）。

## 地理

### 位置・広がり

#### 隣接コムーネ
隣接するコムーネは以下の通り。
- ジョイオーザ・イオーニカ
- グロッテリーア
- ロッチェッラ・イオーニカ

## 分離集落
マリーナ・ディ・ジョイオーザ・イオーニカには、以下の分離集落（フラツィオーネ）がある。
- Camocelli Inferiore, Camocelli Superiore, Cavalleria, Cerchietto, Drusù, Galea, Giardini, Junchi, Lenza, Ligonia Carella, Ligonia Drusù, Pantalogna, Pantano, Porticato, Romanò, San Pietro, Spilinga, Torre Galea Carri Fragastò